# Philip Freriks
Philip Johan Freriks (Utrecht, 27 juli 1944) is een Nederlands journalist, columnist en televisiepresentator. Van 4 maart 1996 tot en met 18 december 2009 was hij nieuwslezer bij het NOS Journaal. Daarnaast presenteerde hij van 2012 tot en met 2025 De slimste mens. Van 1990 tot en met de laatste editie in 2016 was hij tevens de presentator van het tv-programma Groot Dictee der Nederlandse Taal. Hierbij las hij het dictee ook voor, al dan niet met een Vlaamse co-presentator.

## Loopbaan

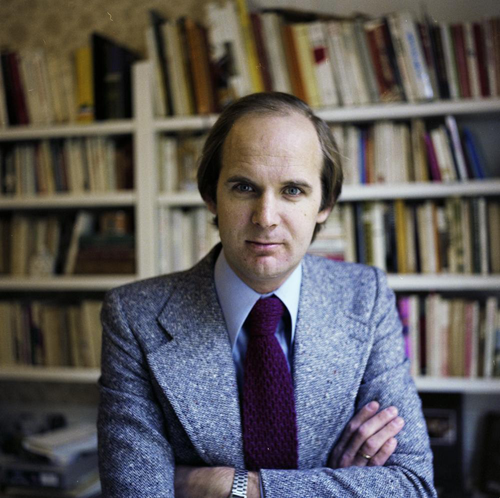
Philip Freriks in 1977

### Journalist
Freriks werkte al in zijn middelbareschooltijd bij het Nieuw Utrechts Dagblad, de Utrechtse editie van Het Parool. Na in 1965 zijn hbs-diploma te hebben behaald, vertrok hij naar Parijs, waar hij politieke wetenschappen studeerde en een bijbaantje als slaapwagenconducteur had. Vanaf 1971 werkte hij als buitenlandcorrespondent voor Het Parool en voor de omroepen TROS, VARA en VPRO. Van 1974 tot 1977 werkte hij in Nederland bij de VARA en als buitenlandcorrespondent voor de Franse krant Le Monde.
Vanaf 1977 werkte Freriks weer in Parijs. Hij was toen tevens de Parijse correspondent van de NOS maar werkte niet meer voor de TROS. In 1985 stapte hij over van Het Parool naar de Volkskrant. In 1993 stopte hij als buitenlandcorrespondent.

### Tv-presentator
Freriks presenteerde samen met Leoni Jansen in het seizoen 1989-1990 de wekelijkse mediarubriek Lopend Vuur voor de NOS-televisie, het seizoen daarna alleen. Vanaf 1991 maakte hij met Henk Pröpper drie seizoenen het boekenprogramma Passages (NPS) en het geschiedenisprogramma De tijd staat even stil (NCRV). Ook presenteerde hij enkele malen De avond van de korte film en De avond van het boek, het laatste naar aanleiding van de uitreiking van de Libris Literatuur Prijs, samen met onder anderen Petra Possel.
Op zijn initiatief – en naar Frans voorbeeld, waar een nationaal dictee reeds traditie was – startte de NOS in december 1990 het jaarlijks af te nemen Nationaal Dictee Nederlandse Taal in de zaal van de Eerste Kamer in Den Haag. Toen het Dictee een jaar later ook in Vlaanderen werd uitgezonden en er dus ook Vlamingen mochten deelnemen, werd de titel gewijzigd in Groot Dictee der Nederlandse Taal. Het dictee wordt sinds 2018 echter niet meer op TV uitgezonden, maar op de radio, telkens vanuit een andere locatie. Ook leest Freriks sinds 2019 het dictee niet meer voor. Hij is op de radio opgevolgd door Gerdi Verbeet.
Vanaf 1 januari 1996 presenteerde Freriks het achtuurjournaal van de NOS. Hij zou per 1 januari 2006 worden opgevolgd door Charles Groenhuijsen, maar bleef aan toen Groenhuijsen onverwacht werd ontslagen nog voor hij zijn eerste journaal had gepresenteerd. Uiteindelijk presenteerde Freriks op 18 december 2009 zijn laatste journaal. In januari 2010 werd hij als nieuwslezer opgevolgd door Rob Trip.
Freriks presenteerde meerdere malen De Nationale Bijbeltest samen met Mieke van der Weij. Hij is daarnaast de stem in het biografische programma Profiel.
Van 2008 tot 2011 maakte Freriks in Frankrijk reportages op locatie, voor het programmaonderdeel 'Le Tour de Fifi' in De Avondetappe.
In november 2008 presenteerde Freriks samen met Eva Jinek en Eelco Bosch van Rosenthal rechtstreeks vanuit Washington de uitzending waarin verslag werd gedaan van de presidentsverkiezing in de VS. In augustus 2009 presenteerde hij drie dagen achtereen een deel van het achtuurjournaal vanuit Kaboel in Afghanistan, waar op 20 augustus presidentsverkiezingen werden gehouden.

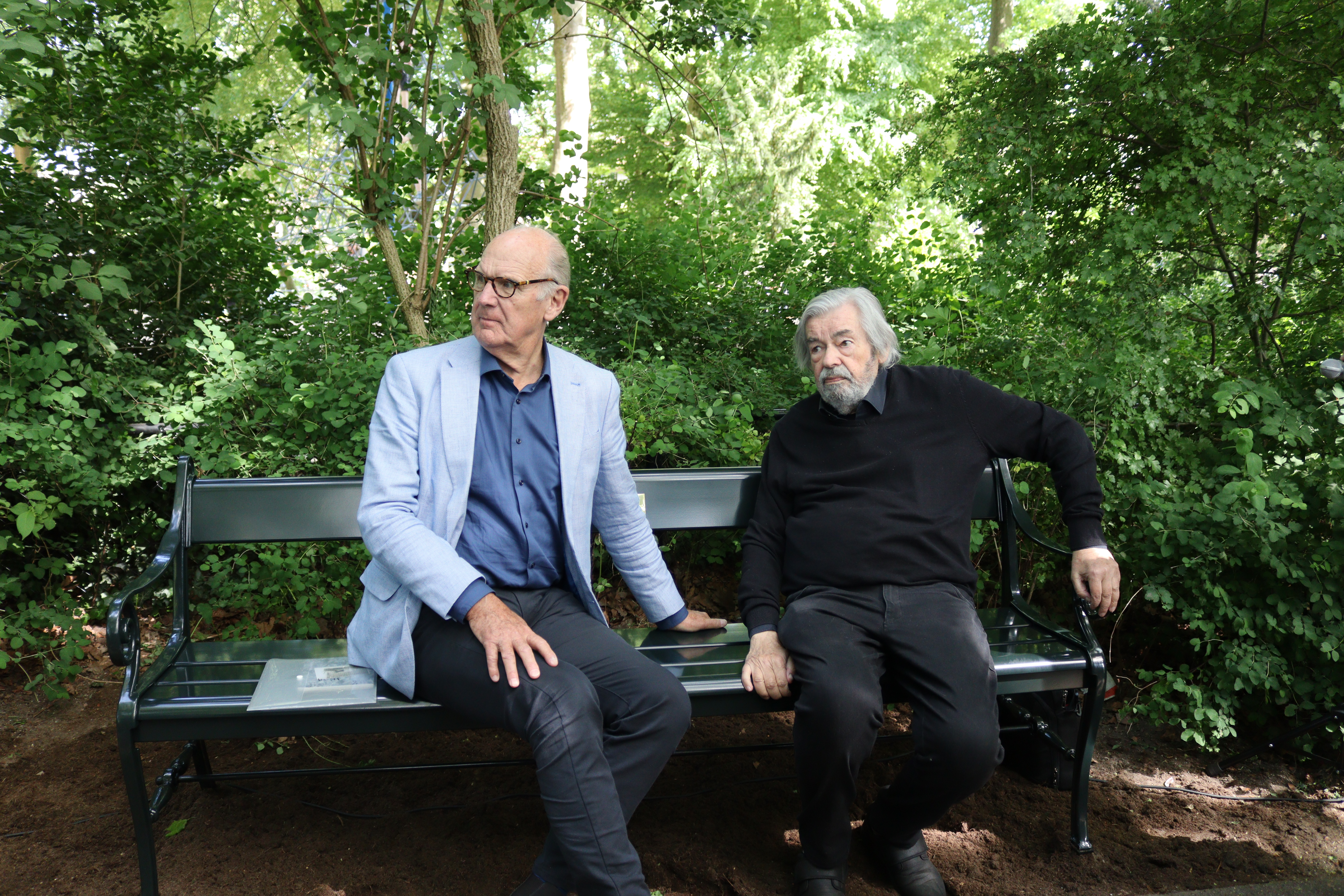
Freriks en Van Rossem op het bankje in het Wilhelminapark, dat ter afscheid werd aangeboden en is opgedragen aan Van Rossem.

Van 2012 tot 2025 presenteerde Freriks de populaire kennisquiz De slimste mens bij de NCRV op NPO 2, met Maarten van Rossem als eenmansjury. De show groeide uit tot een kijkcijferhit die zich kon meten aan Heel Holland Bakt en Wie is de Mol?.  Nadat Freriks had besloten na het 25ste seizoen te stoppen, koos Van Rossem er eveneens voor om afscheid te nemen. Bij dat afscheid werd Freriks benoemd tot Officier in de Orde van Oranje-Nassau. De burgemeester van Hilversum, Gerhard van den Top, overhandigde hem het lintje en roemde Freriks als "van grote betekenis voor de Nederlandse publieke omroep".
In de zomer van 2014 en 2015 maakte Freriks samen met oud-weerman Erwin Kroll de serie Lekker Weertje voor Omroep MAX.
Sinds begin 2015 verleent Freriks zijn medewerking aan het NPO-televisieprogramma's Hier zijn de Van Rossems, Broeders in Berlijn en De broeders Van Rossem waar hij verantwoordelijk is voor de achtergrondstem.
In september en oktober 2018 werd het programma Een Hollander in Parijs, een coproductie tussen Sarphati Media en de NTR, door de NTR uitgezonden. Dit programma, waarin een aantal kunstschilders uit het negentiende-eeuwse Parijs werd geportretteerd, werd gepresenteerd door Freriks.
In aanloop naar de 75-jarige herdenking van D-day presenteerde Freriks in april en mei 2019 de zesdelige serie In de voetsporen van D-day (Omroep Max/Skyhigh TV), waarin hij de invasie van Normandië belichtte aan de hand van gesprekken met de laatste nog levende ooggetuigen aan beide zijden. Zelf werd hij kort na D-day geboren, en groeide op met de nasleep van de oorlog.
In 2021 presenteerde hij eveneens voor Omroep MAX de zesdelige serie In de voetsporen van de wederopbouw, een programma over de eerste vijftien jaar na de bevrijding. In 2025 presenteerde Freriks op Omroep MAX het programma Oorlogsalbums, waarin een team van experts probeert fotoalbums uit de Tweede Wereldoorlog bij de familie terug te brengen.

### Columnist
Op NPO Radio 1 was hij van 2012 tot 2018 columnist voor het radioprogramma over geschiedenis OVT, dat op zondagochtend wordt uitgezonden. Hieraan kwam een abrupt einde op 2 december 2018, toen hij van presentator Jos Palm tijdens een live-uitzending te horen kreeg dat het zijn laatste column was geweest. Dit was volgens de producent een misverstand, omdat de OVT-redactie als gevolg van miscommunicatie dacht dat Freriks uit zichzelf ontslag had genomen. Men drong er bij Freriks op aan om bij het programma te blijven. Freriks besloot desondanks zelf op te stappen, uit onvrede over de gang van zaken.

### Theater
Freriks heeft ook tweemaal een succesvolle theatertournee door Nederland gemaakt. Hij schreef en trad op met het tekstmuziekprogramma Ik herinner me (vanaf 2001) en vervolgens met Gare du Nord (2004).
Hij was meerdere malen verteller in kameropera's van het gezelschap Piccoli Olandesi onder leiding van Marc Panthus.
In het najaar van 2008 speelde Freriks de rol van rechter in de satirische voorstelling De Grote Verkiezingsshow van Het Zuidelijk Toneel. De rol leverde hem lovende kritieken op. Hij was in 2009 verteller bij (kronings)concerten van de Nederlandse Bachvereniging onder leiding van Richard Egarr. Verder maakte hij in 2010 een theatertournee met de Afscheidsmonologen, als verteller in een claus van John Leerdam. Vanaf 2012 trad Freriks op met het 'vertelconcert' Voyage à Paris, gewijd aan de componist Francis Poulenc. Op 5 april 2012 was Freriks de verteller in The Passion op het Willemsplein in Rotterdam.

## Overige activiteiten
Sinds 2005 is Freriks ambassadeur van de CPNB-boekpromotiecampagne Nederland Leest.
Freriks was een aantal jaren columnist bij het VPRO-radio 1-programma OVT.
Op 2 december 2018 ontstond er ophef omdat Freriks door de presentatoren van het programma live op de radio bedankt werd voor zijn laatste columns, terwijl Freriks niet wist dat dit zijn laatste column was.
Een zeer verbaasde en verbouwereerde Freriks verliet de studio, ook de presentatoren verbaasd achterlatend.
De VPRO-directie kwam met een verklaring dat het op een misverstand berustte, maar later bleek in het programma Pauw dat medecolumnist John Jansen van Galen door de hoofdredacteur van OVT verteld is dat van Freriks (en een andere columnist) afscheid genomen zou worden vanwege verjonging. Ook dit werd Freriks in de Pauw-studio meegedeeld, wat hem weerom verbaasde. Freriks heeft zelf verklaard niet meer terug te willen keren in het programma OVT.
In het najaar van 2024 was Freriks te zien in de bioscoopfilm Opa Cor. Dat jaar was hij ook de voice-over van de Gillette reclame.
Op 4 mei 2025 sprak Freriks ter gelegenheid van de Nationale Herdenking in de Nieuwe Kerk te Amsterdam de 4 mei-voordracht uit.
In 2025 presenteerde Freriks het geschiedenisprogramma 'Oorlogsalbums' van Omroep Max.

## (Zelf)typering
Freriks kreeg door zijn talrijke versprekingen de bijnaam 'Philip de Hakkelaar'.
Freriks zei ooit: "Bij het Journaal sleutel ik veel aan teksten. Ik heb bij de krant geleerd dat je veel woorden kunt weglaten, zoals 'namelijk' en 'want'. Dat is overbodige rommel, dat schrap ik. Net als 'huidige'. Als ik dat vroeger gebruikte, zei mijn chef 'Had-ie een dikke huid?' Je stoeit met materie. Het is ambachtelijk werk, je componeert mooie teksten. Dat is het leuke van het Journaal."

### Privéleven
Freriks werd geboren als zoon van een ambtenaar bij de Nederlandse Spoorwegen en een gemeenteraadslid voor de PvdA. Zijn broer Jan werd op 14 april 1945 gedood tijdens de bevrijding van Groningen. Hij trouwde in Parijs met een Française, Lili, en heeft één zoon. Zijn echtgenote werkte voor filmfestivals en begon later te schilderen. Ze exposeerde in 2006 en 2007 in Amsterdam.